# Фильтр Гаусса
Фильтр Гаусса — электронный фильтр, чьей импульсной переходной функцией является функция Гаусса. Фильтр Гаусса спроектирован таким образом, чтобы не иметь перерегулирования в переходной функции и максимизировать постоянную времени. Такое поведение тесно связано с тем, что фильтр Гаусса имеет минимально возможную групповую задержку.
Фильтр Гаусса (Gaussian filter) обычно используется в цифровом виде для обработки двумерных сигналов (изображений) с целью снижения уровня шума. Однако при ресемплинге он даёт сильное размытие изображения.
Кроме того, этот фильтр используется для получения гауссовской модуляции. Этот вид модуляции применяется в системе сотовой связи GSM.